# Pazifische Hurrikansaison 2006
Die Pazifische Hurrikansaison 2006 begann offiziell am 15. Mai und endete am 30. November. Innerhalb dieser Periode bilden sich die meisten Tropischen Stürme, da nur zu dieser Zeit geeignete Bedingungen, wie etwa ein warmer Ozean, feuchte Luft und wenig Windscherung, existieren, um die Bildung von Tropischen Wirbelstürmen zu ermöglichen. Alle Stürme, die sich nördlich des Äquators und östlich von 180°W bilden gehören zu diesem Becken. Stürme, die sich weiter westlich bilden werden nicht mehr Hurrikane, sondern Taifune genannt.

## Saisonüberblick
Obwohl das pazifische Hurrikanbasin, nach dem Westpazifik, das zweitaktivste Basin der Welt ist, bedrohen die meisten Stürme kein Land, da sie meistens auf den offenen Ozean heraussteuern. Nur wenige Stürme machen eine Kurve nach Osten oder Nordosten und bedrohen dann vor allem die mexikanische Küste.
Dieses Jahr bedrohten ungewöhnlich viele Stürme das Festland. Bereits der erste Sturm der Saison, Aletta, formte sich ungewöhnlich nahe dem Festland und bedrohte kurz die mexikanische Küste, bevor er nach Westen abdrehte. Aletta brachte heftige Regenfälle nach Mexiko, jedoch wurden weder Überschwemmungen, Schäden noch Todesfälle
gemeldet.
Das tropische Tiefdruckgebiet Zwei-E löste sich knapp vor der mexikanischen Küste auf und verursachte dort, durch heftigen Regen, zahlreiche Schlammlawinen und Überflutungen.
Hurrikan Ioke, der stärkste bis jetzt beobachtete zentralpazifische Sturm, verursachte teils schwere Schäden auf dem Johnston-Atoll, sowie auf Wake, dennoch gab es keine Verletzten.

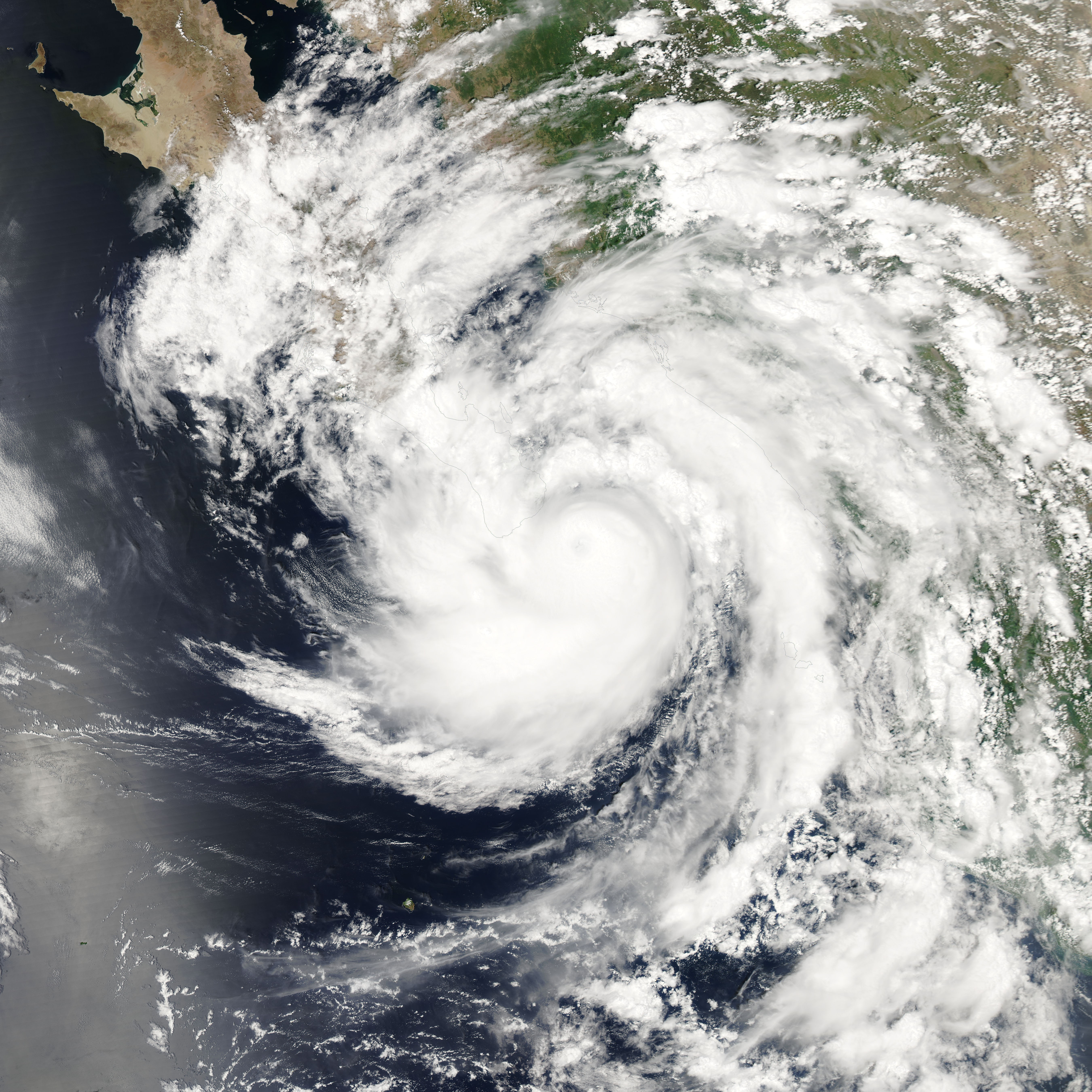
Hurrikan John vor der Küste Niederkaliforniens

Hurrikan John war der erste Sturm der Saison, der auf das Festland in Mexiko traf. Der Sturm erreichte die Südspitze der Halbinsel Niederkalifornien als Hurrikan der Kategorie 2 und verursachte dort schwere Schäden von $60,8 Millionen Dollar und tötete 6 Menschen.

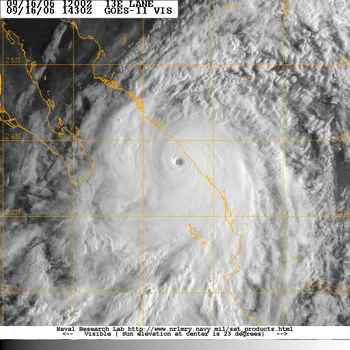
Lane kurz vor Landfall

Der zweite Sturm, der als Hurrikan über Land gelangte, war Hurrikan Lane. Er kreuzte die Küste zum Zeitpunkt seiner größten Intensität als schwerer Hurrikan der Kategorie 3 in Sinaloa. Die Schäden beliefen sich auf $110 Millionen Dollar, vier Menschen starben durch Lane.
Das tropische Tiefdruckgebiet Norman bedrohte die Küste von Manzanillo, doch gelangte dort jedoch nicht an Land, sondern löste sich knapp vor der Küste auf. Das System verursachte dort schwere Regenschauer.
Der dritte und letzte Landfall eines Sturmes in dieser Saison trat durch das tropische Tiefdruckgebiet Paul ein. Schwere Regenfälle und hohe Wellen töteten vier Menschen, verursachten aber nur leichte Schäden.

### Vorhersagen
Am 22. Mai 2006 gab die NOAA ihre Vorhersagen für die Hurrikansaisonen im Atlantik, Ostpazifik, sowie Zentralpazifik bekannt. In dieser postulierten sie eine leicht unterdurchschnittliche Saison für den Ostpazifikraum mit zwölf bis sechzehn Stürmen, von denen sechs bis acht Hurrikane und eins bis drei schwere Hurrikane werden sollten. Im Zentralpazifik wurden zwei bis drei Stürme erwartet, die entweder in dieses Becken wanderten oder sich dort formten. Diese Aussagen basierten sie auf einen Zirkel von allgemein unterdurchschnittlicher Aktivität während der letzten 10 Jahren. Die Experten erwarteten, dass weder El Niño oder La Niña die Saison beeinflussen würden.

## Stürme

### Tropischer Sturm Aletta
Am 23. Mai, nur acht Tage nach dem Beginn der Saison wurde eine Störung, südsüdwestlich von Acapulco entdeckt. Die Störung begann sich zu organisieren und wurde am Morgen des 27. Mai als erstes tropisches Tiefdruckgebiet der Saison klassifiziert. Später an diesem Tag verstärkte es sich zum tropischen Sturm Aletta. Aletta intensivierte sich zu einem tropischen Sturm mit Windgeschwindigkeiten von 70 km/h, während sie sich auf die Küste von Guerrero zubewegte. Doch später drehte der Sturm in Richtung Westen ab und begann sich stetig abzuschwächen, um sich am 31. Mai aufzulösen. Trotz heftiger Regenfälle in Mexiko wurden weder Schäden, noch Überflutungen gemeldet.
- NHC-Archiv zu Tropischer Sturm Aletta (englisch)
- Tropical Cyclone Report zu Tropischer Sturm Aletta (PDF; 127 kB, englisch)

### Tropisches Tiefdruckgebiet Zwei-E
Am 1. Juni entwickelte sich eine tropische Störung, ungefähr an derselben Stelle wie Aletta zuvor. Hohe Windscherung verlangsamte die Entwicklung des Systems, trotzdem konnte es am 3. Juni genug Konvektion und Organisation erlangen, um als tropisches Tiefdruckgebiet klassifiziert zu werden. Das Tiefdruckgebiet verstärkte sich auf fast tropische Sturmstärke, als es sich der Küste des südwestlichen Mexikos näherte, aber Scherung blieb über dem System bestehen und es schwächte sich ab, bis es sich am 4. Juni auflöste. Obwohl es kein benanntes System wurde, fielen in Acapulco 250–300 mm Regen auf Grund von Zwei-E.
- NHC-Archiv zu Tropisches Tiefdruckgebiet Zwei-E (englisch)

### Hurrikan Bud
Nach über einem Monat Inaktivität, begann sich am 10. Juli Ortszeit (11. Juli UTC) eine Störung zu intensivieren, und zum tropischen Tiefdruckgebiet Drei-E aufgestuft. Am 11. Juli, nur sechs Stunden später, verstärkte es sich in den tropischen Sturm Bud. Danach begann sich Bud auf günstigen Bedingungen rasch zu intensivieren. Er entwickelte ein Auge und wurde am Nachmittag des 11. Juli zu einem Hurrikan aufgestuft. Bud intensivierte sich weiter und wurde am 12. Juli zu einem größeren Hurrikan, d. h. ein Hurrikan der Kategorie 3 und stärker. Am 13. Juli erreichte Bud seine Gipfelstärke als ein starker Kategorie-3-Sturm, mit Windgeschwindigkeiten von 205 km/h. Danach bewegte sich Bud über viel kältere Gewässer und schwächte sich schnell ab. Bud degenerierte am 15. Juli zu einem Resttief, ohne jemals Land bedroht zu haben.
- NHC-Archiv zu Hurrikan Bud (englisch)

### Hurrikan Carlotta
Spät am 11. Juli Ortszeit formte sich 400 km südwestlich von Guerrero das vierte tropische Tiefdruckgebiet der Saison. Das Tief intensivierte sich schnell, und nur sechs Stunden später wurde es zum tropischen Sturm Carlotta aufgestuft. Carlotta verstärkte sich weiter und wurde 24 Stunden später ein Hurrikan. Danach bewegte sich Carlotta über ungünstige Bedingungen und kühles Wasser und wurde am 14. Juli zu einem tropischen Sturm abgestuft. Dennoch konnte sich Carlotta noch einmal kurz auf Hurrikanstärke verstärken, doch schwächte sich später ab und degenerierte am 16. Juli zu einem Resttief.
- NHC-Archiv zu Hurrikan Carlotta (englisch)

### Hurrikan Daniel
Am 16. Juli formte sich südlich von Niederkalifornien eine tropische Störung und vermehrte seine konvektive Aktivität und Organisation. Das NHC erklärte es daher zu einem tropischen Tiefdruckgebiet. Das Tief organisierte sich weiter und wurde am nächsten Tag zum tropischen Sturm Daniel ernannt. Daniel intensivierte sich weiter und wurde am 18. Juli zu einem Hurrikan aufgestuft. Daniel begann sich rapide zu intensivieren und erreichte den Status eines größeren Hurrikans (Kategorie 3) und schließlich die Kategorie 4 auf der Saffir-Simpson-Hurrikan-Windskala. Nach einigen Zyklen der Eyewall-Neubildung wurde Daniel ein ringförmiger Hurrikan, was ihm erlaubte seine Intensität länger aufrechtzuerhalten, als es ihm die Bedingungen ermöglicht hätten. Daniel überschritt schließlich am 24. Juli die 140° W Linie und ging daher in das Zentralpazifische Basin über. Zuerst wurde damit gerechnet, dass Daniel Hawaii als tropischer Sturm bedrohen könnte, doch begann Daniel sich zu verlangsamen und er blieb über ungünstigen Bedingungen stehen. Am 26. Juli löste sich Daniel auf, als er noch weit von Hawaii entfernt war.
- NHC-Archiv zu Hurrikan Daniel (englisch)
- CPHC-Archiv zu Hurrikan Daniel (englisch)

### Tropischer Sturm Emilia
Am 21. Juli formte sich ein tropisches Tiefdruckgebiet und wurde am 22. Juli zum tropischen Sturm Emilia aufgestuft. Zuerst glaubte man, dass Emilia Mexiko bedrohen könnte, doch der Sturm drehte nach Nordwesten ab und bedrohte nun die Halbinsel Niederkalifornien. Emilia brachte der südlichen Spitze von Baja California Sur tropische Sturmwinde, bevor der Sturm nochmals nach Nordwesten abdrehte und über kalten Gewässern schnell schwächer wurde. Zuerst wurde erwartet, dass Emilia Hurrikanstärke erreichen könnte, aber durch die ungünstigen Bedingungen erreichte sie dies nicht. Trotzdem brachte es Emilia auf Windgeschwindigkeiten von 100 km/h.
- NHC-Archiv zu Tropischer Sturm Emilia (englisch)

### Tropischer Sturm Fabio
Am 29. Juli entstand ein Tiefdruckgebiet aus einer tropischen Welle. Diese tropische Störung entwickelte sich bald weiter, aber es dauerte bis zum 31. Juli, bis die gut organisierte tropische Störung ausreichend Konvektion und Organisation aufweisen konnte, um sie zum tropischen Tiefdruckgebiet 7-E aufzustufen. Das Tiefdruckgebiet organisierte sich weiter und wurde sechs Stunden später zum tropischen Sturm Fabio aufgestuft. Der Sturm bewegte sich nach Westen, über offene Gewässer, und konnte sich aufgrund von Windscherung nicht bedeutend verstärken. Fabio schwächte sich am 2. August zu einem tropischen Tiefdruckgebiet ab, und degenerierte am 3. August zu einem Resttief.
- NHC Tropical Cyclone Report zu Tropischer Sturm Fabio (PDF; 184 kB, englisch)

### Tropischer Sturm Gilma
Am 31. Juli entstand vor der Küste Zentralamerikas das achte tropische Tiefdruckgebiet der Saison. Das Tiefdruckgebiet konnte sich langsam verstärken und wurde am 1. August zum tropischen Sturm Gilma aufgestuft. Gilma schwächte sich jedoch auf Grund hoher Windscherung und trockener Luft ab und wurde am 2. August, nur achtzehn Stunden nachdem es zu einem tropischen Sturm aufgestuft wurde, wieder zu einem tropischen Tiefdruckgebiet herabgestuft. Gilma löste sich schließlich am 3. August auf, ohne jemals Land bedroht zu haben.
- NHC Tropical Cyclone Report zu Tropischer Sturm Wilma (PDF; 148 kB, englisch)

### Hurrikan Hector
Am 14. August entwickelte vor der mexikanischen Küste ein Tiefdruckgebiet. Das Tief begann sich zu organisieren und wurde am 15. August zu einem tropischen Tiefdruckgebiet aufgestuft. Das Tief verstärkte sich am 16. August zu einem tropischen Sturm, bevor es sich am 17. August zu einem Hurrikan intensivierte. Das System geriet danach in ein Gebiet mit kälteren Wassertemperaturen und hoher Windscherung und schwächte sich stetig ab, bevor es sich am 22. August auflöste. Hector bedrohte zu keiner Zeit Land.
- NHC-Archiv zu Hurrikan Hector (englisch)

### Hurrikan/Taifun Ioke
Eine beständige tropische Störung, die in einem Trog eingebettet war, gewann am 19. August Konvektion und entwickelte sich in ein tropisches Tiefdruckgebiet, als es ungefähr 1250 km südlich von Honolulu gelegen war. Das Tiefdruckgebiet verstärkte sich weiter und das Central Pacific Hurricane Center gab dem System den Namen Ioke, dem ersten tropischen Sturm im Zentralpazifik seit 2002. Ioke begann sich schnell zu verstärken und wurde nur 24 Stunden, nachdem es sich gebildet hatte, zu einem Hurrikan aufgestuft. Ioke verstärkte sich weiter und entwickelte sich am 21. August zu einem großen Hurrikan (Kategorie 3+). Später an diesem Tag verstärkte sich Ioke sogar zu einem Kategorie-4-Hurrikan, doch am 22. August begann sich der Sturm abzuschwächen und wurde zu einem Kategorie-2-Sturm herabgestuft. Die östliche Eyewall zog dabei über das unbewohnte Johnston-Atoll an Land und brachte Hurrikanwinde auf die Insel. Am 23. August zog Ioke wieder über zunehmend wärmere Gewässer und der Sturm konnte sich zum zweiten Mal in einen großen Hurrikan verstärken.
Zwölf Menschen an Bord eines USAF-Schiffs mussten aufgrund des nahenden Hurrikans ihr Schiff verlassen und in einen hurrikansicheren Bunker auf dem Johnston-Atoll Unterschlupf suchen. Sie überstanden den Sturm unbeschadet und ein Aufklärungsflugzeug berichtete nur leichte Schäden auf der Insel.
In der Nacht vom 24. zum 25. August verstärkte sich Ioke zu einem Kategorie 5 Hurrikan, dem ersten Hurrikan, der sich im Zentralpazifik gebildet hatte und dort auch diese Intensität erreichte. Ioke schwächte sich dann aufgrund einer Eyewall-Neubildung in einen Kategorie 4 Hurrikan ab, konnte sich aber am 26. August wieder in einen Kategorie 5 Hurrikan verstärken. Als Iokes Zentraldruck auf 915 mbar fiel, wurde er der stärkste Hurrikan, der sich jemals im Zentralpazifik gebildet hat und zurzeit nur der fünfte Kategorie 5 Hurrikan, der jemals im Zentralpazifik existiert hat.
Am 27. August kreuzte der Kategorie 5 Hurrikan die Datumsgrenze und wurde somit zum Taifun Ioke. Kurz darauf schwächte sich der Sturm wieder zu einem Kategorie-4-Taifun ab, konnte aber am 29. August zum dritten Mal Kategorie 5 Stärke erreichen. Nachdem Ioke für weitere 12 Stunde Kategorie 5 Intensität behalten konnte, schwächte sich der Sturm am 30. August zum letzten Mal in einen Kategorie 4 Taifun ab, gerade als er sich Wake Island näherte. Am 1. September passierte der Taifun beinahe genau über Wake, das vor Eintreffen des Sturms evakuiert wurde, und verursachte schwere Schäden. Der Sturm, der aufgrund kühlerer Meerestemperaturen rasch an Stärke verlor, bewegte sich schließlich in Richtung Japan. Am 3. September änderte jedoch ein Trog den Kurs des Taifuns und er bewegte sich in Richtung Norden weg vom Festland. Am 7. September verlor Ioke östlich von Kamtschatka alle seine tropischen Merkmale und wurde für extratropisch erklärt.
- CPHC-Archiv zu Hurrikan Ioke (englisch)

### Hurrikan Ileana
Das tropische Tiefdruckgebiet 10-E formte sich am 21. August 520 km südsüdwestlich von Acapulco. Drei Stunden später hatte es sich genug verstärkt, um zu einem tropischen Sturm aufgestuft zu werden. Am 22. August wurde Ileana zu einem Hurrikan aufgestuft und begann sich schnell zu intensivieren. Am 23. August hatte sich Ileana zu einem Hurrikan der Kategorie 3 verstärkt und wurde daher, mit einer Windgeschwindigkeit von über 195 km/h, zum dritten großen Hurrikan der Saison aufgestuft. Danach unterzog sich Ileana einer Eyewall-Neubildung und schwächte sich daher ab. Normalerweise verstärkt sich ein Hurrikan nach so einem Ereignis wieder, doch kaltes Oberflächenwasser hinderten Ileana daran und schwächten ihn noch weiter ab. Am 27. August löste sich der Sturm auf.
- NHC-Archiv zu Hurrikan Ileana (englisch)

### Hurrikan John
Am 28. August entwickelte sich eine beständiges Tiefdruckgebiet, das südwestlich von Acapulco gelegen war, in ein tropisches Tiefdruckgebiet. Am selben Tag verstärkte es sich zu einem tropischen Sturm und am 29. August, nur 24 Stunden nachdem es sich entwickelt hatte, in einen Hurrikan. John verstärkte sich sehr schnell und erreichte noch am selben Tag die Kategorie 3 auf der Saffir-Simpson-Hurrikan-Windskala und wurde somit zum 4 großen Hurrikan der Saison. Der Hurrikan konnte sich bis zum 30. August in einen Kategorie 4 Hurrikan verstärken, bis ihn, als er parallel zur Küste Mexikos zog, eine Eyewall-Neubildung und die Nähe zum Land in einen Kategorie-2-Hurrikan abschwächte. Der Sturm konnte sich aber noch einmal zu einem Kategorie 3 Hurrikan verstärken und zog am 1. September als ein Kategorie-2-Hurrikan über Niederkalifornien.
Der Hurrikan brachte Überflutungen über Teile der Westküste Mexikos und Niederkaliforniens. John richtete schwere Schäden an und tötete mindestens sechs Menschen.
- NHC-Archiv zu Hurrikan John (englisch)

### Hurrikan Kristy
Am 30. August konnte sich eine tropische Welle, die etwa 845 km südsüdwestlich Niederkalifornien gelegen war, organisieren und wurde somit zum zwölften tropischen Tiefdruckgebiet der Saison aufgestuft. Kurz darauf konnte sich das Tiefdruckgebiet zum tropischen Sturm Kristy verstärken, um sich schließlich am nächsten Tag in einen Hurrikan zu intensivieren. Kristy konnte aber diese Stärke, unter anderem durch die Nähe zu Hurrikan John, nicht lange halten. Kristy schwächte sich stetig ab und löste sich fast auf, ehe sich am 3. September und später am 5. September wieder organisierte Konvektion nahe dem Zentrum konzentrierte und sich das System wieder zu einem tropischen Sturm verstärken konnte. Am 7. September löste sich Kristy in ein Resttief auf.
Aufgrund der Nähe Kristys zum größeren Hurrikan John wirkte sich möglicherweise ein Fujiwhara-Effekt aus, so dass Kristy abgeschwächt wurde und es sah so aus, als ob Kristy eventuell auch durch John absorbiert werden könnte. Letztlich geschah dies nicht.
- NHC-Archiv zu Hurrikan Kristy (englisch)
- The NHC's NHC Tropical Cyclone Report zu Hurrikan Kristy (PDF; 204 kB, englisch)

### Hurrikan Lane
Am 13. September konnte sich eine tropische Störung nahe der Küste Mexikos besser organisieren und wurde damit zum dreizehnten tropischen Tiefdruckgebiet der Saison aufgestuft. Das Tief konnte sich unter guten Bedingungen rasch zum tropischen Sturm Lane entwickeln. Der tropische Sturm verursachte schwere Regenfälle und hohe Wellen entlang der Westküste Mexikos, einschließlich Acapulco. Der Sturm konnte sich, während er sich parallel zur Küste Mexikos bewegte, weiter verstärken und wurde am 15. September ein Hurrikan. Am 16. September erreichte er den Status eines großen Hurrikans und gelangte mit dieser Intensität im Bundesstaat Sinaloa an Land. Mindestens vier Menschen starben durch Hurrikan Lane, die Schäden beliefen sich auf ungefähr 110 Millionen US-Dollar.
- NHC-Archiv zu Hurrikan Lane (englisch)

### Tropischer Sturm Miriam
Eine Störung, die mit den nördlichen Ausläufern der ITCZ und einer tropischen Welle verbunden war, entwickelte eine geschlossene Bodenzirkulation und konnte sich am 16. September, trotz des Einflusses des nahen Hurrikan Lane, genug organisieren, um eine Aufstufung in ein Tropisches Tiefdruckgebiet zu rechtfertigen. Das Tief konnte sich rasch verstärken und konnte sich noch am selben Tag in einen tropischen Sturm organisieren. Am 17. September, nach Erreichen der Gipfelstärke von 75 km/h schwächte sich der Sturm wegen starker Windscherung und kalten Ozeantemperaturen rasch ab, und die Zirkulation entfernte sich von der Konvektion. Danach schwächte sich Miriam in ein tropisches Tief ab und degenerierte am 18. September zu einem Resttief. Dieses Resttief löste sich kurz vor der Küste Niederkaliforniens auf, ohne Schäden zu verursachen.
- NHC-Archiv zu Tropischer Sturm Miriam (englisch)
- NHC Tropical Cyclone Report zu Tropischer Sturm Miriam (PDF; 101 kB, englisch)

### Tropisches Tiefdruckgebiet Zwei-C
Am 18. September konnte sich eine tropische Störung genug organisieren, um zum zweiten tropischen Tiefdruckgebiet der Saison im Zentralpazifik aufgestuft zu werden. Am 20. September degenerierte das Tiefdruckgebiet zu einem Resttief, ohne sich jemals zum tropischen Sturm verstärkt zu haben.
- CPHC-Archiv zu Tropisches Tiefdruckgebiet Zwei-C (englisch)

### Tropisches Tiefdruckgebiet Drei-C
Am 26. September konnte sich eine weitere Störung im Zentralpazifik, nahe der internationalen Datumsgrenze, organisieren und wurde zum dritten tropischen Tiefdruckgebiet der Saison aufgestuft. Die hohe Windscherung verhinderte aber eine weitere Entwicklung und das System löste sich 12 Stunden später auf, gerade als es in den Westpazifik kreuzte.
- CPHC-Archiv zu Tropisches Tiefdruckgebiet Drei-C (englisch)

### Tropischer Sturm Norman
Anfang Oktober konnte sich ein Tief vor der Küste Mexikos besser organisieren und wurde am 8. Oktober zu einem tropischen Tiefdruckgebiet aufgestuft, da sich die Bodenzirkulation geschlossen hatte. Das System konnte sich über Nacht langsam in einen tropischen Sturm verstärken, doch hohe Windscherung und kalte Meerestemperaturen verhinderten eine weitere Entwicklung. Es begann sich langsam abzuschwächen und verlor am 10. Oktober fast seine ganze Konvektion. Das Resttief Normans vereinigte sich mit einer sich neu entwickelnden tropischen Störung und das System konnte sich reorganisieren. Am 15. Oktober konnte sich Norman unmittelbar vor der Küste Mexikos wieder in ein tropisches Tiefdruckgebiet organisieren und löste sich schließlich auf, nachdem es die Küste erreicht hatte.
- NHC-Archiv zu Tropischer Sturm Norman (englisch)

### Tropischer Sturm Olivia
→ Hauptartikel: Tropischer Sturm Olivia (2006)
Nur einen Tag nach der Entstehung des späteren tropischen Sturm Normans entwickelte sich, südwestlich von Niederkalifornien, ein neues tropisches Tiefdruckgebiet. Am 10. Oktober konnte sich das System in einen tropischen Sturm verstärken und wurde daher Olivia genannt. Das System geriet jedoch in ein Gebiet mit hoher Windscherung und minimalen Ozeantemperaturen und schwächte sich während des nächsten Tages ab. Am 12. Oktober degenerierte es zu einem Resttief, welches hiernach von der großen tropischen Störung, das mit den Überbleibseln von Norman assoziiert war, aufgesaugt wurde.
- NHC-Archiv zu Tropischer Sturm Olivia (englisch)
- Tropical Cyclone Report zu Tropischer Sturm Olivia (PDF; 394 kB, englisch)

### Tropisches Tiefdruckgebiet Vier-C
Ein Gebiet mit erhöhter Gewitteraktivität und Konvektion wurde zuerst am 8. Oktober innerhalb der ITCZ entdeckt. Es konnte sich nur äußerst langsam entwickeln und wurde erst am 13. Oktober in ein tropisches Tiefdruckgebiet aufgestuft, als es ungefähr 1200 km südwestlich von Honolulu gelegen war. Windscherung trennte die Konvektion von der Bodenzirkulation und das System löste sich am 14. Oktober in ein Resttief auf.
- archive on Tropical Depression Four-C (englisch)

### Hurrikan Paul
Am 21. Oktober konnte eine tropische Störung, welche schon seit einigen Tagen vor der Küste Mexikos existiert hatte, mehr Konvektion produzieren und wurde daher zu einem tropischen Tiefdruckgebiet aufgestuft. Das System konnte sich schnell verstärken und hatte sich binnen sechs Stunden in einen tropischen Sturm verstärkt. Windscherung von Osten hielt eine weitere Entwicklung auf, doch am 22. Oktober wurden die Bedingungen besser und das System konnte sich stetig in einen Hurrikan verstärken. Paul konnte sich zu einem starken Kategorie-2-Hurrikan verstärken, bevor hohe Scherung und schlechte Bedingungen den Sturm schnell schwächer werden ließen.
Während man anfangs noch erwartete, dass Paul als Hurrikan die Küste erreichen würde, schwächte sich der Sturm schnell, südwestlich von Niederkalifornien gelegen, ab und gelangte in La Reforma am 26. Oktober nur als tropisches Tiefdruckgebiet, wo es sich schnell auflöste.
- NHC-Archiv zu Hurrikane Paul (englisch)

### Tropisches Tiefdruckgebiet Achtzehn-E
Gerade als sich Paul abschwächte, wurde vom NHC eine neue tropische Störung nahe der Küste bei Acapulco entdeckt. Die Störung konnte sich am 26. Oktober genug organisieren, um zu einem tropischen Tiefdruckgebiet aufgestuft zu werden. Am 27. Oktober jedoch spaltete sich seine Bodenzirkulation, aufgrund von trockener Luft, südwestlich der Konvektion ab und degenerierte zu einem Resttief.
- NHC-Archiv zu Tropisches Tiefdruckgebiet Achtzehn-E (englisch)

### Tropischer Sturm Rosa
→ Hauptartikel: Tropischer Sturm Rosa (2006)
Am 6. November wurde eine tropische Störung vor der Zentralamerikanischen Pazifikküste bemerkt. Als sie sich in Richtung Westen bewegte, entwickelte sich ein Tief auf der Störung und das System wurde am 8. November zu einem tropischen Tiefdruckgebiet aufgestuft, dem ersten November-Sturm seit 2002. Das Tiefdruckgebiet musste sich gegen vertikale Windscherung behaupten und verstärkte sich schließlich am 9. November in einen tropischen Sturm. Doch noch am selben Tag schwächte sich Rosa, wegen zu hoher Windscherung, wieder in ein tropisches Tiefdruckgebiet ab. Am 10. November degenerierten die Überbleibsel Rosas zu einem breiten Tief.
- NHC-Archiv zu Tropischer Sturm Rosa (englisch)

### Tropisches Tiefdruckgebiet Zwanzig-E
Am 11. November konnte sich ein kleines, aber gut definiertes Tief, ungefähr 1130 km südsüdwestlich von Niederkalifornien, in ein tropisches Tiefdruckgebiet entwickeln. Am nächsten Tag jedoch degenerierte das System zu einem offenen Trog.
- NHC-Archiv zu Tropisches Tiefdruckgebiet Zwanzig-E (englisch)

### Hurrikan Sergio
Wenige Tage nachdem das tropische Tiefdruckgebiet 20-E zu einem offenen Trog degenerierte, konnte sich ein Gebiet mit niedriger Bewölkung in ein tropisches Tiefdruckgebiet entwickeln, nachdem es tiefe Konvektion für längere Zeit aufrechterhalten konnte. Nur zehn Stunden später konnte sich das Tiefdruckgebiet in einen tropischen Sturm verstärken. Es war erst das erste Mal seit 1961, dass sich zwei benannte Stürme im Nordostpazifik im November bildeten. Das System konnte sich weiter verstärken und wurde am 15. November zu einem Hurrikan aufgestuft, dem ersten pazifischen November-Hurrikan seit 2001 (Octave: 31. Oktober bis 3. November 2001) und der erste, der sich in diesem Monat seit 1997 geformt hatte. Das System konnte sich zu einem starken Kategorie-2-Hurrikan verstärken und als sein Zentraldruck auf 965 mbar fiel, wurde Sergio der stärkste pazifische November-Hurrikan überhaupt. Der Sturm driftete langsam in Richtung Norden, wobei er sich aufgrund von Windscherung langsam abschwächte. Am 17. November hatte sich Sergio wieder in einen tropischen Sturm abgeschwächt und die Bodenzirkulation trennte sich von der Konvektion. Am 18. November konnte der Sturm jedoch erneut tiefe Konvektion erzeugen und wurde wieder stärker. Diese Entwicklung hielt aber nicht lange an und Sergio schwächte sich wieder ab und löste sich 20. November endgültig auf, wobei er der langlebigste ostpazifische tropische Wirbelsturm im November seit Beginn der systematischen Beobachtungen wurde.
- NHC-Archiv zu Hurrikan Sergio (englisch)

## Andere Stürme

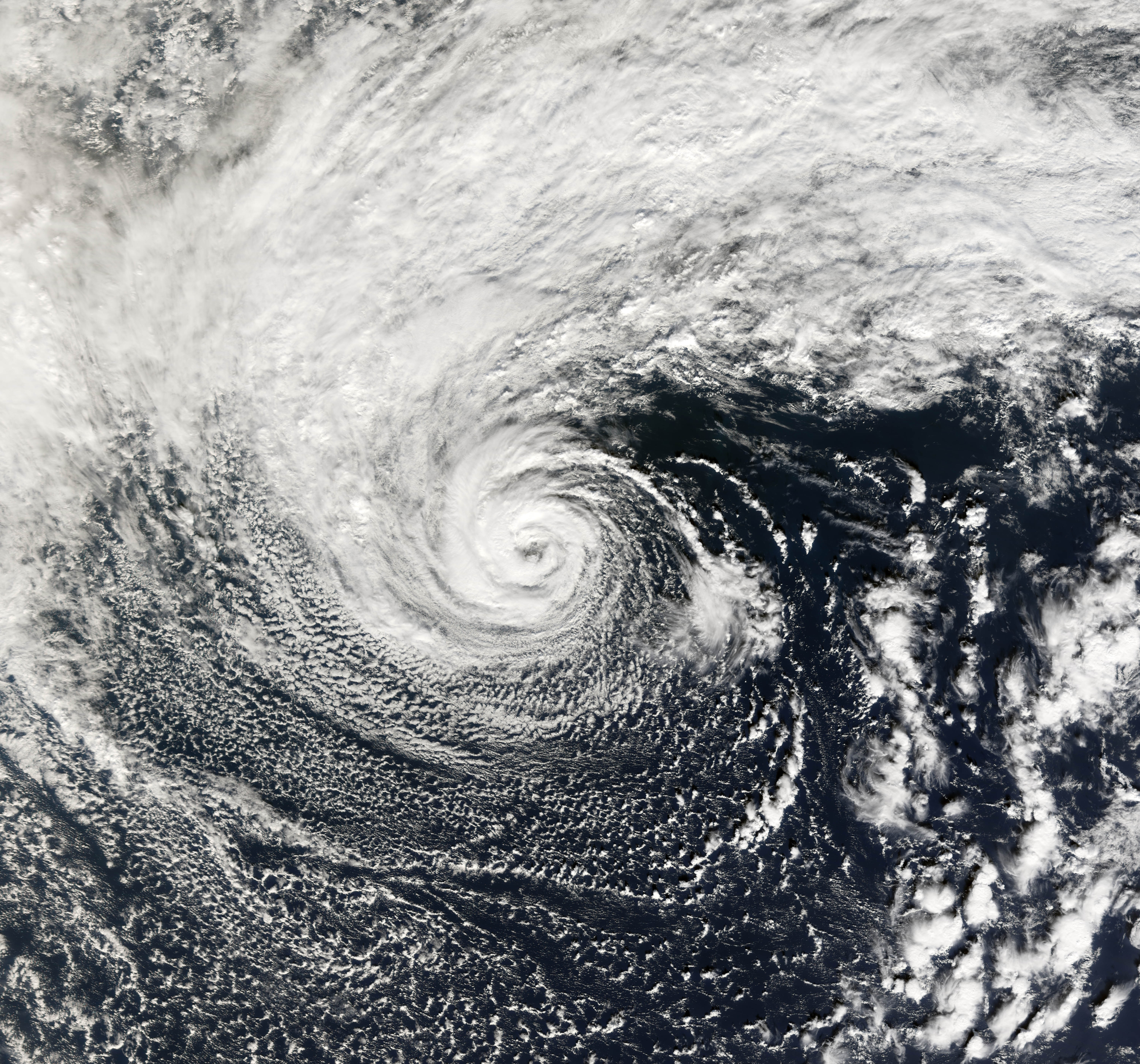
Sturm 91C am 1. November.

Ende Oktober existierte ein extratropischer Sturm ganz im Norden des zentralpazifischen Ozeans. Der Sturm bewegte sich über außerordentlich warme Gewässer (2 °C über dem Durchschnitt) und konnte langsam Konvektion nahe dem Zentrum aufbauen. Am 2. November wurden mittels Satellitenschätzungen Windgeschwindigkeiten von 95 km/h inmitten des Sturm gemessen, während der Sturm etwa 1450 km westlich von Oregon gelegen war. Der Sturm konnte auch ein klares Auge und eine Eyewall ausbilden. Der Sturm bewegte sich danach in nordöstliche Richtung und schwächte sich ab, bevor er sich am 4. November auflöste.
Die NASA beschrieb diesen Sturm als subtropisch. Doch aufgrund der äußerst seltenen Lage war der Sturm außerhalb des Zuständigkeitsbereichs eines Hurrikan-Vorhersagezentrums, weswegen er auch nicht benannt wurde. Operativ wurde das System von der US-Navy wie eine tropische Störung behandelt und mit 91C nummeriert.

## Platzierung nach Accumulated Cyclone Energy (ACE)
| 1                 | (32,2)      | Ioke     | 11 | 4,75  | Kristy |
| 2                 | 27,3 (2,25) | Daniel   | 12 | 4,58  | Emilia |
| 3                 | 18,3        | John     | 13 | 1,34  | Fabio  |
| 4                 | 12,1        | Ileana   | 14 | 1,13  | Aletta |
| 5                 | 12,0        | Hector   | 15 | 0,970 | Miriam |
| 6                 | 8,98        | Bud      | 16 | 0,768 | Norman |
| 7                 | 8,00        | Sergio   | 17 | 0,725 | Olivia |
| 8                 | 6,80        | Lane     | 18 | 0,368 | Gilma  |
| 9                 | 6,06        | Paul     | 19 | 0,368 | Rosa   |
| 10                | 6,03        | Carlotta |    |       |        |
| Total: 120 (34,5) |             |          |    |       |        |

Die nebenstehende Tabelle zeigt den ACE für jeden Sturm dieses Jahres. Der ACE beschreibt die Energie eines tropischen Sturms, indem die Stärke eines Sturms mit der Dauer multipliziert wird, das heißt langandauernde Stürme, sowie starke Stürme haben einen hohen ACE-Wert.
Werte, die in Klammern geschrieben sind, beschreiben den ACE-Wert im zentralpazifischen Becken, während die Zahlen ohne Klammern die Werte der Stürme im Ostpazifik verdeutlichen.